# Gotlandellidae
De Gotlandellidae zijn een familie van uitgestorven kreeftachtigen uit de klasse van de Ostracoda (mosselkreeftjes).

## Geslacht
- Uralinova Kempf, 2015 †